# Joachim von Gerlach
Joachim Otto von Gerlach (* 22. November 1895 in Berlin; † 19. März 1979 in Darmstadt) war ein deutscher Konteradmiral der Kriegsmarine im Zweiten Weltkrieg.

## Leben
Joachim von Gerlach war der älteste Sohn des preußischen Oberstleutnants Otto Adolf Leopold von Gerlach (1869–1924) und dessen Ehefrau Melitta Maria Victoria, geborene von Issendorff (* 1870). Eine seiner jüngeren Schwestern, Elisabeth, heiratete den späteren Konteradmiral Otto Fricke.
Gerlach trat am 1. April 1913 als Seekadett in die Kaiserlichen Marine ein. Seine Ausbildung an der Marineschule Mürwik musste er mit Ausbruch des Ersten Weltkriegs vorzeitig beenden, kam als Fähnrich zur See zunächst auf das Linienschiff Wettin und wurde am 18. September 1915 zum Leutnant zur See befördert. Ab Oktober 1915 war er auf dem Linienschiff Elsass und ab Mitte März 1916 auf der Hannover. Zu einem Torpedooffizierlehrgang war er von Juni bis August 1916 und zu einem Navigationslehrgang von Oktober bis Dezember 1916 kommandiert. Kurzzeitig diente Gerlach im Mai 1917 auf dem Linienschiff Schleswig-Holstein und wurde anschließend Kommandant eines Minensuchbootes bei der IV. Minensuchflottille.
Ausgezeichnet mit beiden Klassen des Eisernen Kreuzes war Gerlach nach Kriegsende von März bis Oktober 1919 Kommandant eines Minensuchbootes in der 8. Minensuchhalbflottille und schloss sich anschließend als Kompanieoffizier dem Küstenwehrregiment „Wilhelmshaven“ sowie dem Landesschützenjägerkorps an. Anfang Januar 1920 erfolgte seine Beförderung zum Oberleutnant zur See und Ende Oktober 1920 wurde er als Kompanie- und Ordonnanzoffizier der Küstenwehrabteilung II (Wilhelmshaven) in die Reichsmarine übernommen. Nach verschiedenen Bordverwendungen als Wachoffizier erhielt Gerlach am 1. April 1924 das Kommando über das Torpedoboot T 156 der 4. Halbflottille und avancierte am 1. Mai 1925 zum Kapitänleutnant. Ab Ende September 1926 war er für drei Jahre als Assistent bei der Torpedoversuchsanstalt Eckernförde tätig, versah anschließend für ein Jahr als Torpedooffizier Dienst auf dem Leichten Kreuzer Königsberg und kam anschließend in gleicher Eigenschaft wieder auf die Schleswig-Holstein. Nach einer einjährigen Verwendung als Ausrüstungsbetriebsdirektor der Reichsmarinewerft Wilhelmshaven wurde Gerlach Anfang Oktober 1932 zur Verfügung des Chefs der Marineleitung gestellt und zur Technischen Hochschule Berlin kommandiert. Während dieses Kommandos stieg er Anfang April 1933 zum Korvettenkapitän auf und war anschließend von Ende September 1934 bis Mitte Oktober 1936 als Navigationsoffizier auf dem Panzerschiff Deutschland.
In der Kriegsmarine war Gerlach ab Anfang November 1936 zunächst Referent der Inspektion des Torpedowesens, wurde Anfang Januar 1937 zum Fregattenkapitän befördert und am 1. Oktober 1937 zum Chef des Stabes ernannt. Zugleich war er im Mai 1938 mit der Vertretung des Inspekteurs Vizeadmiral Friedrich Götting beauftragt. Gerlach avancierte am 1. Oktober 1938 zum Kapitän zur See und wurde einen Monat später mit der Ernennung zum Chef der Abteilung Torpedowaffe in das Marinewaffenamt des Oberkommandos der Kriegsmarine versetzt. Über den Beginn des Zweiten Weltkriegs hinaus war er in dieser Stellung tätig und befand sich von Mitte April bis Ende Juni 1940 im Stab des Kommandierenden Admirals Norwegen. Daran schloss sich eine kurzzeitige Kommandierung zum Oberkommando der Marine an. Vom 10. Juli 1940 bis zum 9. Juni 1942 war Gerlach Kommandant im Abschnitt Wesermündung, wurde anschließend Chef des Stabes beim Marinebefehlshaber Dänemark und am 21. September 1942 zum Kommandanten der Seeverteidigung Narvik ernannt. Hier wurde er am 1. Februar 1943 zum Konteradmiral. Ab dem 6. April 1945 stand Gerlach zur Verfügung des Oberbefehlshabers des Marineoberkommandos Ostsee. Eine Verwendung als Chef des Erprobungskommandos für Kriegsschiffneubauten kam aufgrund der Kriegslage nicht mehr zum Tragen. Mit der bedingungslosen Kapitulation der Wehrmacht befand er sich in Kriegsgefangenschaft, aus der er am 2. Dezember 1946 entlassen wurde.